# Александар Ћирковић
Александар Ћирковић (Смедеревска Паланка, 21. септембар 2001) српски је фудбалер који тренутно наступа за ТСЦ из Бачке Тополе.

## Каријера
Ћирковић је рођен у Смедеревској Паланци, а фудбалску школу је прошао у Аустрији. Ту је дебитовао за резервни састав Адмире Вакер, а неколико пута је наступио и за први тим. Одатле је почетком 2021. године прослеђен шабачкој Мачви.
У јулу те године је потписао трогодишњи уговор с Химнастиком из Тарагоне. Међутим, после неколико месеци је исти раскинуо и без званичног наступа, као слободан играч, напустио клуб.
Каријеру је 2022. наставио у Вождовцу. У дресу тог клуба забележио је 21 наступ у Суперлиги Србије, постигавши пет погодака. Крајем августа исте календарске године постао фудбалер Крила Совјетов. Из тог клуба је лета 2023. стигао је на позајмицу у ТСЦ из Бачке Тополе. ТСЦ је током пролећа наредне године откупио Ћирковићев уговор. Током припрема пред почетак наредне сезоне, Ћирковић је уместо дотадашњег 32 задужио дрес с бројем 10 услед одласка Мартина Мирчевског из клуба.

## Репрезентација
Селектор младе репрезентације Србије, Горан Стевановић, уврстио је Ћирковића на списак играча за сусрете те екипе с Француском и Фарским Острвима у јуну 2022. године. Дебитовао је на првој од две утакмице, када је на терену провео 70 минута, док је на другој у игру ушао у другом полувремену. У мају 2024. године, селектор Драган Стојковић уврстио је Ћирковића на шири списак репрезентације Србије од 35 играча за Европско првенство.

## Статистика

### Клупска
Ажурирано 4. јула 2024.
|                              |          |                          |     |    |    |   |   |   |   |   |     |    |  |  |
| Адмира Вакер II              | 2018/19. | Регионална лига Аустрије | 3   | 1  | —  | — | — | — | — | — | 3   | 1  |  |  |
| Адмира Вакер II              | 2019/20. | Регионална лига Аустрије | 14  | 4  | —  | — | — | — | — | — | 14  | 4  |  |  |
| Адмира Вакер II              | 2020/21. | Регионална лига Аустрије | 4   | 2  | —  | — | — | — | — | — | 4   | 2  |  |  |
| Адмира Вакер II              | Укупно   | Укупно                   | 21  | 7  | —  | — | — | — | — | — | 21  | 7  |  |  |
|                              |          |                          |     |    |    |   |   |   |   |   |     |    |  |  |
| Адмира Вакер                 | 2019/20. | Бундеслига Аустрије      | 0   | 0  | 0  | 0 | — | — | — | — | 0   | 0  |  |  |
| Адмира Вакер                 | 2019/20. | Бундеслига Аустрије      | 3   | 0  | 1  | 2 | — | — | — | — | 4   | 2  |  |  |
| Адмира Вакер                 | Укупно   | Укупно                   | 3   | 0  | 1  | 2 | — | — | — | — | 4   | 2  |  |  |
|                              |          |                          |     |    |    |   |   |   |   |   |     |    |  |  |
| Мачва Шабац (позајмица)      | 2020/21. | Суперлига Србије         | 15  | 1  | —  | — | — | — | — | — | 15  | 1  |  |  |
|                              |          |                          |     |    |    |   |   |   |   |   |     |    |  |  |
| Химнастик Тарагона           | 2021/22. | Трећа лига Шпаније       | 0   | 0  | 0  | 0 | — | — | — | — | 0   | 0  |  |  |
|                              |          |                          |     |    |    |   |   |   |   |   |     |    |  |  |
| Вождовац                     | 2021/22. | Суперлига Србије         | 16  | 5  | —  | — | — | — | — | — | 16  | 5  |  |  |
| Вождовац                     | 2022/23. | Суперлига Србије         | 5   | 0  | —  | — | — | — | — | — | 5   | 0  |  |  |
| Вождовац                     | Укупно   | Укупно                   | 21  | 5  | —  | — | — | — | — | — | 21  | 5  |  |  |
|                              |          |                          |     |    |    |   |   |   |   |   |     |    |  |  |
| Крила Совјетов               | 2022/23. | Премијер лига Русије     | 12  | 1  | 8  | 2 | — | — | — | — | 20  | 3  |  |  |
|                              |          |                          |     |    |    |   |   |   |   |   |     |    |  |  |
| ТСЦ Бачка Топола (позајмица) | 2023/24. | Суперлига Србије         | 34  | 16 | 1  | 0 | 6 | 1 | — | — | 41  | 17 |  |  |
|                              |          |                          |     |    |    |   |   |   |   |   |     |    |  |  |
| Каријера                     | Каријера | Каријера                 | 106 | 30 | 10 | 4 | 6 | 1 | — | — | 122 | 35 |  |  |
|                              |          |                          |     |    |    |   |   |   |   |   |     |    |  |  |

### Утакмице у дресу репрезентације
| Репрезентација Србије у узрасту до 21 године старости | Репрезентација Србије у узрасту до 21 године старости | Репрезентација Србије у узрасту до 21 године старости | Репрезентација Србије у узрасту до 21 године старости | Репрезентација Србије у узрасту до 21 године старости | Репрезентација Србије у узрасту до 21 године старости | Репрезентација Србије у узрасту до 21 године старости | Репрезентација Србије у узрасту до 21 године старости | Репрезентација Србије у узрасту до 21 године старости | Репрезентација Србије у узрасту до 21 године старости |
| #                                                     | Датум                                                 | Такмичење                                             | Локација                                              | Домаћин                                               | Резултат                                              | Гост                                                  | Гол                                                   | Реф.                                                  |                                                       |
| ----------------------------------------------------- | ----------------------------------------------------- | ----------------------------------------------------- | ----------------------------------------------------- | ----------------------------------------------------- | ----------------------------------------------------- | ----------------------------------------------------- | ----------------------------------------------------- | ----------------------------------------------------- | ----------------------------------------------------- |
| 1.                                                    | 2. јун 2022.                                          | Квалификације за Европско првенство                   | Алпски стадион, Гренобл                               | Француска                                             | 2 : 0                                                 | Србија                                                |                                                       | [ 18 ]                                                |                                                       |
| 2.                                                    | 7. јун 2022.                                          | Квалификације за Европско првенство                   | Стадион у Клаксвику                                   | Фарска Острва                                         | 1 : 1                                                 | Србија                                                |                                                       | [ 19 ]                                                |                                                       |
| 2                                                     | Укупан број утакмица и постигнутих погодака           | Укупан број утакмица и постигнутих погодака           | Укупан број утакмица и постигнутих погодака           | Укупан број утакмица и постигнутих погодака           | Укупан број утакмица и постигнутих погодака           | Укупан број утакмица и постигнутих погодака           | 0                                                     | [ 31 ]                                                |                                                       |